# Carl Thomas
Ne pas confondre avec la chanteuse américaine Carla Thomas.
Carl Thomas (né le 15 juin 1972 à Aurora dans l'Illinois aux États-Unis) est un chanteur d'RnB américain.

## Biographie
Il étudie au "East Aurora High School" dans l'Illinois et fut découvert par Sean J. Combs.
En 1997 il chante sur l'album The Notorious B.I.G. - "Life After Death", en 1998 sur celle de Faith Evans -"Keep the Faith" & Total -"Kima, Keisha & Pam".
En 2000 il sort son premier album Emotional sur Bad Boy Records, qui contient le tube "I Wish".

## Albums
- 2000 : Emotional, (Bad Boy Records)
- 2004 : Let's Talk About It , (Bad Boy Records)
- 2007 : So Much Better (Interscope /Bungalo Records)
- 2011 : Conquer (Verve Forecast)

## Singles
- Emotional (2000)
- I Wish (2000)
- Summer Rain (2000)
- She Is (2004)
- Make It Alright (2004)
- My First Love (2004)
- Another You (2006)
- 2 Pieces (2007) - official first single

## Featuring de Carl Thomas
- Keisha Jackson -"Keisha"
- The Notorious B.I.G. - "Life After Death"
- Faith Evans -"Keep the Faith"
- Lil' Cease -"Wonderful World of Cease A Leo"
- Channel Live -"Armaghetto"
- Lil' Kim -"Notorious K.I.M" (Version Clean)
- Tom Washington -"Giving It All We've Got"
- Adam F. -"Kaos: The Anti-Acoustic Warfar"-"Karma" feat. Guru
- Amil -"All Money Is Legal"
- Eightball -"Almost Famous"
- Black Rob -"Life Story"
- Memphis Bleek -"Understanding"
- Jadakiss -"Kiss tha Game Goodbye"-"Nasty Girl"
- Puff Daddy-" Forever" -"We Invented the Remix"
- Total -"Kima, Keisha & Pam"
- Naughty By Nature -"IIcons"
- Michelle Williams -"Heart to Yours"-"Heaven"
- G. Dep -"Child of the Ghetto"
- Black Rob -"Life Story"
- Rah Digga -"Dirty Harriet"
- LL Cool J-" G.O.A.T. Featuring James T. Smith: The Greatest of All Time"
- The Beatnuts -"Musical Massacre" (Version Clean)
- Noreaga -"N.O.R.E"
- Lisa "Left Eye" Lopes -"Supernova"
- P Diddy & Bad Boy Records Present: "We Invented the Remix "
- Ludacris - "Chicken & Beer" - Hard Times feat. 8 Ball Mjg & Carl Thomas
- Bad Boy's 10th Anniversary... The Hits (Various Artists)
- Loon -"Loon"
- Capone-N-Noreaga -"Best of Capone & Noreaga: Thugged Da F* * *  Out"
- Amerie -"Touch
- Tupac Ft. Hussein Fatal, Papoose, Carl Thomas - Dumpin'

## Producteurs
Sean Combs, Mario Skeeter Winans, Mike City, Gordon Chambers, Heavy D & the Boyz, Parris Bowens, Ryan Leslie, Vidal Davis, Just Blaze, Harve Pierre, Shannon "Slam" Lawrence, Eric Roberson, Milton Thornton, Andre Harris, Deric Angelettie, Stevie J. & Carl Thomas